# Ecovin
Ecovin [ˈekowin] e. V. ist ein Bundesverband „ökologisch“ arbeitender Weingüter (BÖW) in Deutschland. Er wurde 1985 gegründet und hat seinen Sitz in Oppenheim. Ecovin ist der größte deutsche Anbauverband, der sich ausschließlich auf ökologischen Weinbau spezialisiert hat. Seine 227 Mitgliedsbetriebe bewirtschaften derzeit 2842 Hektar Rebfläche (Stand 1. Januar 2025) in allen deutschen Anbaugebieten.

## Geschichte
Der Verband wurde 1985 von 35 Ökowinzern aus Rheinhessen, der Pfalz, von der Mosel und aus Baden gegründet.
Zitat des Gründungsmitglieds Rudolf Trossen:
„Wir hatten Mitleid mit der Erde. Euphorisch waren wir damals, felsenfest überzeugt, dass es an der Zeit war, dem ökologischen Weinbau in Deutschland ein Gesicht zu geben.“
Anfangs nannte sich der Dachverband Bundesverband ökologischer Weinbau e. V. (BÖW) und wurde später in einen speziellen Weinbau-Verband umgewidmet. Grund dafür war eine Diskussion um die Praktiken und Richtlinien des ökologischen Weinbaus. 1989 entstand aus dem BÖW Ecovin und der Verband wurde noch im selben Jahr als Warenzeichen zugelassen.
Ab 1995 stellten sich Ecovin-Winzer vermehrt dem Wettbewerb und überzeugten unabhängige Jurys von ihren Weinqualitäten. 1996 wurde der verbandsinterne Wettbewerb „EcoWinner“ ins Leben gerufen.
2004 wurde der Verband Mitglied im Deutschen Weinbauverband, nachdem im Jahr zuvor (2003) Ecovin-Winzer Randolf Kauer zum weltweit ersten Professor für ökologischen Weinbau in Geisenheim berufen wurde.
Ab 2005 arbeitete Ecovin eng mit anderen Bio-Anbauverbänden auf europäischer Ebene zusammen, um ein Basiswerk für bisher noch nicht definierte EU-Kellerrichtlinien zu schaffen. Der Verband unterstützte aktiv die Forschung im Bereich Pflanzenschutz und Rebsortenzüchtung. Professionelle Fortbildung im Ökoweinbau soll Winzer sensibilisieren, um kontinuierlich neue Mitglieder zu gewinnen. 2007 wurde das Markenzeichen überarbeitet.
Mit dem Ecovin Nachhaltigkeitssymposium in Freiburg, der Jubiläumsgala 25 in Mainz und dem Start der Stadt-Land-WEIN Veranstaltungen war 2010 ein ereignisreiches Jahr für den Verband. 2011 wurde Ecovin Mitglied im B.Ö.L.W. Ein Jahr später (2012) gibt es mit der Ergänzung der EU-Bio-Verordnung um die Kellerrichtlinie 203/2012 erstmals offiziell Biowein.
Die erste Ecovin Jungwinzer:innen-Tagung fand 2015 auf der Schönburg am Mittelrhein statt. Im gleichen Jahr wird der Verband Mitglied der Civil Dialogue Group Wein der EU-Kommission für IFOAM. 2016 wurde Ecovin der „Preis für Nachhaltigkeit Rheinhessen“ verliehen, eine Auszeichnung im Rahmen der UN-Dekade „Biologische Vielfalt“ für den Biodiversitäts-Aktions-Plan (BAP).
Das Weinbauministerium von Rheinland-Pfalz erkannte 2017 den bisher verbandsinternen Wettbewerb „EcoWinner“ offiziell an, nachdem die Prämierungsregeln an das Reglement der OIV (Office Internationale du Vin, Paris) angepasst wurden. Seitdem steht die Teilnahme allen ökozertifizierten Weingütern offen.
Auf der Mitgliederversammlung am 11. April 2019 wurde die Förderung der Biodiversität in den Ecovin-Richtlinien verankert, um die Bedeutung stärker hervorzuheben. Ebenfalls 2019 startet das VitiFIT-Projekt.
2025 feierte Ecovin sein 40-jähriges Jubiläum. Außerdem richtet der Verband die 11. Jungwinzer:innen-Tagung aus und veranstaltet den 30. EcoWinner-Wettbewerb.

### Gründungsbetriebe
Folgende Weingüter gelten als Gründungsbetriebe:
| Weinbaugebiet Mosel        | Weinbaugebiet Pfalz | Weinbaugebiet Rheinhessen     |
| -------------------------- | ------------------- | ----------------------------- |
| Weingut Brohl              | Weingut Wöhrle      | Weingut Heinz-Walter Metzler  |
| Weingut Peter Mentges      |                     | Weingut Axel Schmitt          |
| Weingut Johannes Schneider |                     | Weingut Geheimrat Dr. Schnell |
| Weingut Hugo Schorn        |                     | Weingut Eugen Schönhals       |
| Weingut Steffens-Keß       |                     | Ökoweingut Arndt F. Werner    |
| Ökoweingut Trossen         |                     | Weingut Brüder Dr. Becker     |
| Weingut Udo Wick           |                     |                               |

## Vorstand und Geschäftsführung
- Bundesvorsitzender: Georg Forster (seit 2024)[7]
- Vorstandssprecherin: Hanneke Schönhals[5]
- Finanzvorstand: Martin Philipps[7]
- Geschäftsführer: Ralph Dejas (seit 2024)[8][9]

## Richtlinien
Den Ecovin-BÖW Richtlinien zur Erzeugung von Trauben, Traubensaft, Wein, Sekt und Weinbrand liegen folgende Ziele des ökologischen Weinbaus zugrunde:
- Erhaltung und Steigerung der natürlichen Bodenfruchtbarkeit durch geeignete Kulturmaßnahmen
- Erziehung gesunder, widerstandsfähiger Pflanzen ohne Einsatz von Herbiziden, chemischsynthetischen Insektiziden und organischen Fungiziden sowie synthetischen Stickstoff-Düngern
- Förderung und Mehrung der Artenvielfalt der Pflanzen- und Tierwelt im Ökosystem Weinberg durch gezielte Begrünungsmaßnahmen
- Herstellung eines weitgehend geschlossenen Produktionskreislaufs
- Reduzierung der Gewässer- und Bodenbelastung (z. B. durch Verzicht auf Nitrate, Phosphate und Pflanzenschutzmittel)
- Ablehnung genmanipulierter Pflanzen, Mikroorganismen sowie deren Erzeugnisse
- Schaffung einer sicheren Existenz auf der Basis befriedigender Lebensbedingungen.

## Demonstrationsbetriebe Ökologischer Landbau
In 6 der 13 deutschen Weinbaugebiete bestehen 8 Demonstrationsbetriebe, deren Winzer ihre Höfe für Verbraucher, Berufskollegen, Vermarkter von Bioprodukten sowie andere interessierte Gruppen öffnen. Sie führen ihren Betrieb praxisnah vor und stehen für Fachgespräche zur Verfügung. Besucher erhalten Informationen zum Ökoweinbau sowie über Arbeitsabläufe in einem naturnah arbeitenden Weinbaubetrieb.
Demonstrationsbetriebe sind:
- Wein- und Sektgut Harteneck, Schliengen, Baden
- Weingut Klaus Vorgrimmler, Freiburg, Baden
- Weingut Steffens-Keß, Reil, Mosel
- Weingut Brühler Hof, Volxheim, Rheinhessen, einzelne Lagen im angrenzenden Anbaugebiet Nahe
- Weingut Klaus und Susanne Rummel, Landau-Nußdorf, Pfalz
- Weingut Hirt-Albrecht, Eltville am Rhein, Rheingau
- Ökoweingut Arndt F. Werner, Ingelheim, Rheinhessen
- WINO Biolandbau, Obst- und Weinbau Jürgen Winkler, Brackenheim, Württemberg